# Hydrocotyle moschata
Hydrocotyle moschata là một loài thực vật có hoa trong Họ Cuồng. Loài này được G.Forst. mô tả khoa học đầu tiên năm 1786.